# Puya llatensis
Puya llatensis är en gräsväxtart som beskrevs av Lyman Bradford Smith. Puya llatensis ingår i släktet Puya och familjen Bromeliaceae. Inga underarter finns listade i Catalogue of Life.